# Bílovec (stacja kolejowa)
Bílovec – stacja kolejowa w Bílovcu pod adresem Na Nádraží 471/2, w kraju morawsko-śląskim, w Czechach. Znajduje się na wysokości 265 m n.p.m. i jest stacją końcową linii kolejowej nr 279.